# Johann Gottlieb Wenig
Johann Gottlieb Wenig, ros. Богда́н Богданович Вениг (ur. 18 lipca?/30 lipca 1837 w Rewlu, zm. 1872 w Sankt Petersburgu) – rosyjski malarz akademicki, pedagog. 

## Życiorys
Był synem nauczyciela muzyki, organisty i skrzypka luterańskiego zboru św. Mikołaja w Rewlu Gottlieba Friedricha Weniga i Agaty Emilii Fabergé – ciotki jubilera Karola Fabergé. Młodszy brat malarza Carla Weniga (ros. Карл Богда́нович Ве́ниг, 1830-1908). Uczył się w Cesarskiej Akademii Sztuk Pięknych w Sankt Petersburgu w klasie malarstwa historycznego pod kierunkiem Fiodora Bruni. W okresie studiów był wielokrotnie nagradzany srebrnymi i złotymi medalami.
W listopadzie 1863 uczestniczył w „buncie czternastu” malarzy – absolwentów Akademii, protestujących przez odmowę udziału w konkursie na medal z okazji stulecia Akademii przeciw narzuconemu przez władze Akademii klasycyzującemu, dalekiemu od realizmu, stylowi malarstwa. W latach 1863–1871 był członkiem założonej przez Kramskiego spółdzielni malarzy (ros. Санкт-Петербургская артель художников). 
W latach siedemdziesiątych XIX wieku uczestniczył wspólnie z Iwanem Kramskim i Nikołajem Koszelewem w realizacji polichromii kopuły cerkwi Chrystusa Zbawiciela w Moskwie według kartonów Iwana Kramskiego i Aleksego Markowa.